# たのしい図工
『たのしい図工』（たのしいずこう）は、1962年4月9日から1964年3月16日までNHK教育テレビジョンで放送されていた小学校中学年向けの学校放送（教科：図画工作）である。

## 概要
1959年3月14日・3月28日・4月4日に3回限りの番組として放送された後、1962年4月にレギュラー放送を開始した。
レギュラー放送の終了後も、学校が長期休暇に入っている時期限定の番組としてしばらく放送されていた。この期間限定放送は1968年8月24日まで続いた。

## 放送時間
| 期間                         | 放送時間                 |
| ---------------------------- | ------------------------ |
| 1962年4月9日 - 1964年3月16日 | 隔週月曜日 10:40 - 11:00 |

低学年を対象にしていた『かきましょう つくりましょう』と一週交替で放送されていた。

## 出演者

### レギュラー番組時代
- 土橋淳子（1962年4月9日 - 1962年11月12日）
- 久山祥次（1962年9月17日 - 1964年3月16日）
- 川野めぐみ（1962年12月17日 - 1964年3月16日）

### 期間限定番組時代
- 川野めぐみ（1964年7月20日 - 1964年8月15日）
- このほか、大和屋巌や安野光雅などが1週間もしくは2週間限りのゲスト講師を務めていた。

## 放送リスト

### 1962年度
- 1962年04月09日 こんなあそびをしってるかい
- 1962年04月23日 いろいろなデザイン[1]
- 1962年05月07日 ゆめの国[1]
- 1962年05月21日 おもしろい版画[1]
- 1962年06月04日 橋やとう[1]
- 1962年06月18日 動物 ねんど[1]
- 1962年07月02日 線のもよう[1]
- 1962年07月16日 なつやすみのこうさく
- 1962年09月03日 予告
- 1962年09月17日 かそうぎょうれつ[1]
- 1962年10月01日 石こうかたどり[1]
- 1962年10月15日 つるすかざり[1]
- 1962年10月29日 動くおもちゃ[1]
- 1962年11月12日 遊園地[1]
- 1962年11月26日 組み立て遊び[1]
- 1962年12月10日 かげ絵[1]
- 1962年12月17日
- 1963年01月07日 ほら見てごらん
- 1963年01月21日 かべかさり[1]
- 1963年02月04日 見てかこう[1]
- 1963年02月18日 いろいろな動物[1]
- 1963年03月04日 ポスター[1]
- 1963年03月11日 わたしのかお

### 1963年度
- 1963年04月22日 友だちの顔[2]
- 1963年05月13日 ダンボールのたてもの[2]
- 1963年05月27日 紙はん画[2]
- 1963年06月10日 ねんどの遊園地[2]
- 1963年06月24日 雨のもよう[2]
- 1963年07月08日 へき画[2]
- 1963年07月15日 みずあそび
- 1963年09月16日 ならべもよう[2]
- 1963年09月30日 うごくしかけ[2]
- 1963年10月14日 ねんど[2]
- 1963年10月28日 見てかこう[2]
- 1963年11月11日 ポスター[2]
- 1963年11月25日 くらそうの絵[2]
- 1963年12月09日 かそうコンクール[2]
- 1963年12月16日 年賀状
- 1964年01月20日 冬のけしきをかこう[2]
- 1964年02月03日 みんなで作る町[2]
- 1964年02月17日 線のくみたて[2]
- 1964年03月02日 はん画のくふう[2]
- 1964年03月16日